# (2763) Jeans
(2763) Jeans est un astéroïde de la ceinture principale.

## Description
(2763) Jeans est un astéroïde de la ceinture principale. Il fut découvert le 24 juillet 1982 à la station Anderson Mesa par Edward L. G. Bowell. Il présente une orbite caractérisée par un demi-grand axe de 2,40 UA, une excentricité de 0,22 et une inclinaison de 3,5° par rapport à l'écliptique.

## Compléments